# Tom Clancy's Rainbow Six Siege
Tom Clancy's Rainbow Six Siege (často zkracováno na Rainbow Six Siege) je taktická střílečka z pohledu první osoby vyvinutá studiem Ubisoft Montreal a publikována společností Ubisoft. Hra byla zveřejněna 1. prosince 2015 pro Microsoft Windows, PlayStation 4 a Xbox One. Ve hře je kladen důraz na ničení prostředí (hlavně zdí) a na spolupráci hráčů. Každý hráč přebírá kontrolu nad postavou útočníka nebo obránce v různých herních režimech, jako je například záchrana rukojmí, zneškodnění bomby nebo převzetí kontroly nad nebezpečným kontejnerem. Nemá žádnou kampaň, ale obsahuje 10 krátkých misí, které hráč hraje sám, a 1 misi, kterou hraje s ostatními hráči. Tyto mise mají volný příběh, zaměřený na rekruty, kteří se připravují na budoucí setkání s Bílými maskami, teroristickou skupinou, která ohrožuje bezpečnost světa.
Jedná se o vstup do série Tom Clancy's Rainbow Six a nástupce hry Tom Clancy's Rainbow 6: Patriots, taktickou střílečku, která se více zaměřovala na příběh. Patriots byl nakonec zrušen kvůli jeho technickým nedostatkům. Tým vyhodnotil jádro Rainbow Six a věřil, že nechat hráče, aby se vydávali za nejlepší protiteroristické pracovníky po celém světě, je pro hru nejlepší. Pro vytvoření autentických situací při obléhání budov se tým poradil se skutečnými protiteroristickými jednotkami a podíval se na skutečné příklady obléhání. Hra běží na enginu AnvilNext 2.0 a využívá pro vytvoření zničitelného prostředí technologii Ubisoftu RealBlast.
Na veletrhu Electronic Entertainment Expo 2014 hra získala čtyři nominace od Game Critics Awards včetně nominace na ocenění Best of Show a nakonec získala ocenění Best PC Game. Hra obdržela celkově pozitivní hodnocení od herních kritiků, oceňováno bylo převážně zaměření na napjatou hru pro více hráčů a zaměření na taktiku. Kritizován byl progresivní systém a nedostatek obsahu. Počáteční prodeje byly slabé, ale hráčská základna hry výrazně vzrostla, když Ubisoft přijal model „hra jako služba“ a následně vydal několik balíčků volně stahovatelného obsahu. Společnost začala spolupracovat s ESL, aby z Siege vytvořila esportovou hru.

## Herní módy
Zpočátku bylo ve hře 11 map a 5 herních módů. Se stahovatelným obsahem do hry přibyly další mapy a herní módy. V současnosti hra obsahuje 20 map. V jednom týmu je vždy maximálně 5 hráčů. Hráči si mohou vybrat mezi třemi PVP módy:
- Příležitostné (zde si může hráč zahrát 3 módy: rukojmí, bomba a zajištění oblasti; mezi těmito módy si hráč nemůže vybrat; tento mód si může zahrát jakýkoliv hráč; hráči si mohou vybrat, kde se objeví jen jako útočníci)
- Bodované (obsahuje stejné módy jako příležitostné a hráč si mezi nimi také nemůže vybrat; pro hráče od úrovně 50; hráči jsou za hraní hodnoceni a získají hodnost; hráči si mohou vybrat, kde se budou nacházet na začátku hry)
- Pro nové hráče (obsahuje jen mód "bomba"; pro hráče do úrovně 50; byl přidán ve 4. roce v 1. sezóně; ).

Jsou zde k dispozici také dva PVE módy:
- Hon na teroristy
- Situace

### PVP
- Rukojmí: Hráči jsou rozděleni do dvou týmů (obránců a útočníků). Útočníci nejdříve v přípravné fázi musí rukojmího najít (pomocí dronů), po přípravné fázi se snaží dostat rukojmího pryč z budovy, zatím co obránci se tomuto snaží zabránit. Hra může skončit více způsoby. Tým vyhrává, když zabije všechny hráče druhého týmu nebo když druhý tým zabije rukojmího. Útočníci vyhrají, když dostanou rukojmího k světlici, označující bod úniku. Obránci vyhrají, když útočníci rukojmího v časovém limitu nedostanou ke světlici.
- Bomba: Hráči jsou opět rozděleni do konkurenčních týmů. V přípravné fázi útočníci musí najít alespoň jednu ze dvou bomb, poté jeden hráč z útočného týmu, který má zneškodňující zařízení, se snaží položit zařízení v blízkosti bomby, čemuž se snaží obránci zabránit. Tým opět může vyhrát, když zabije všechny hráče z druhého týmu. Obránci vyhrají, když v časovém limitu útočníci nepoloží zařízení nebo když obránci toto zařízení zničí.
- Zabezpečená oblast: Hráči jsou opět rozděleni do konkurenčních týmů. V přípravné fázi útočníci musí najít kontejner s biologicky nebezpečným obsahem. Poté musí místnost s ním zabezpečit (nacházet se v této místnosti bez obránce/obránců po určitou dobu), tomu se snaží obránci zabránit.

### PVE
- Hon na teroristy: Hráči mohou hrát buď sólový nebo kooperativní multiplayerový režim v jednom týmu (maximálně pět hráčů). Hráči převezmou roli útočníků nebo obránců a musí bojovat proti vlnám teroristů s bílými maskami, ovládanými umělou inteligencí. Lze hrát v různých módech, které si však hráč nemůže vybrat. Tyto módy jsou: bomba, rukojmí nebo klasický hon na teroristy (hráč/hráči musí zneškodnit všechny teroristy na mapě).
- Situace: Jedná se o 11 honů na teroristy, které tvoří jistý příběh. Obsahuje 10 sólových a 1 kooperační multiplayerovou misi, které slouží jako úvodní a interaktivní výukové lekce k mechanice hry. První 3 mise musí hráč udělat aby pochopil úplný základ hry.

## Esport
Rainbow Six Siege se rychle stala populární hrou v esportové scéně. Ubisoft začal spolupracovat s ESL, aby z Siege vytvořil esportovou hru. Každý rok se koná událost nazvaná Six Invitational, která je jednou z největších událostí v Rainbow Six Siege esportu. Six Invitational 2024 se konal v São Paulo, Brazílii, od 13. do 25. února.
Existují také regionální ligy a turnaje, jako je BLAST R6 Major, které se konají po celém světě Hráči mohou také soutěžit v kvalitních turnajích od nejlepších organizátorů na platformě Challengermode